# Janou Lefèbvre
Janou Lefèbvre także Tissot (ur. 14 maja 1945 w Sajgonie) – francuska jeźdźczyni sportowa. Dwukrotna medalistka olimpijska.
Sukcesy odnosiła w skokach przez przeszkody. Brała udział w trzech igrzyskach olimpijskich (IO 64, IO 68, IO 72), na dwóch zdobywała srebrne medale w drużynie. W 1964 startowała na koniu Kenavo D, reprezentację Francji tworzyli ponadto Pierre Jonquères d’Oriola i Guy Lefrant. Cztery lata później startowała na koniu Rocket, partnerowali jej Marcel Rozier i ponownie Pierre Jonquères d’Oriola. W 1970 i 1974 zostawała indywidualną mistrzynią świata w skokach przez przeszkody w  rywalizacji kobiet.